# Himalayarosenfink
Himalayarosenfink (Carpodacus rubicilloides) är en asiatisk bergslevande fågel i familjen finkar inom ordningen tättingar.

## Utseende och läten
Himalayarosenfinken är en stor (19-20) och kraftig rosenfink med stor näbb och lång, något kluven stjärt. Hanen har karmosinrosa huvud och undersida, översållad med vita små fläckar, medan ovansidan är gråbrun och streckad. Honan har mörkgrå streckad ovansida och vit streckad undersida. Jämfört med liknande större rosenfink är både hanen och honan mörkare och mer kraftigt streckad, och hanens vita prickar är tydligare. Sången är ett långsamt fallande "tsee-tsee-soo-soo-soo" som vanligtvis upprepas ett antal gånger.

## Utbredning och systematik
Himalayarosenfink delas in i två underarter med följande utbredning:
- Carpodacus rubicilloides lucifer – förekommer i bergstrakter från Ladakh och sydöstra Kashmir till Nepal, Sikkim och sydvästra Tibet
- Carpodacus rubicilloides rubicilloides – förekommer i västra Kina (Qinghai och Gansu) till sydöstra Tibet

### Släktskap
Himalayarosenfinken är systerart till större rosenfink (C. rubicilla), och dessa två är i sin tur närmast släkt med de högalpina arterna kunlunrosenfink (Carpodacus sillemi) och tibetrosenfink (Carpodacus roborowskii).

## Levnadssätt
Himalayarosenfinken häckar på torra alpina högplatåer och sluttningar med sparsam växtlighet på mellan 3700 och 4800 meters höjd. Fågeln födosöker i buskar, låga träd, bland stenar och i alpina gräsmarker efter små frön, mestadels en, hagtorn och Caragana. Den häckar från slutet av juni till augusti, men mycket av dess häckningsbiologi är okänd. Den är delvis flyttfågel, där merparten rör sig till lägre regioner vintertid.

## Status och hot
Arten har ett stort utbredningsområde och en stor population med stabil utveckling och tros inte vara utsatt för något substantiellt hot. Utifrån dessa kriterier kategoriserar internationella naturvårdsunionen IUCN arten som livskraftig (LC). Världspopulationen har inte uppskattats men den beskrivs som ganska vanlig eller lokalt vanlig.